# بلندر (آلمان)
بلندر (به آلمانی: Blender) یک شهر در آلمان است که در Thedinghausen واقع شده‌است. بلندر ۳٬۰۱۷ نفر جمعیت دارد.